# Stará voda (přítok Petrušky)
Stará voda je horský potok, přítok potoka/říčky Petruška z povodí řeky Váh z povodí veletoku Dunaj (úmoří Černého moře) na Slovensku. Potok leží v okrese Liptovský Mikuláš v Žilinském kraji. Horní tok Staré vody se nachází v obci Pavlova Ves, střední tok se nachází v obci Bobrovec a dolní tok v obci Bobrovček. Geograficky se pramen potoka a horní tok nachází v Dolině Starej vody v pohoří Západní Tatry v Tatranském národním parku. Střední a dolní tok potoka se nachází v údolí Liptovské kotliny.

## Další zajímavosti
Na horním toku se nachází Horní Bobrovecký vodopád a Poľovnícky vodopád. Potok teče jižním až jihovýchodním směrem neobydlenou oblastí až do obce Bobrovček, kde se zleva vlévá do Petrušky. V období delšího sucha potok vysychá a zimě může zamrzat.

## Galerie

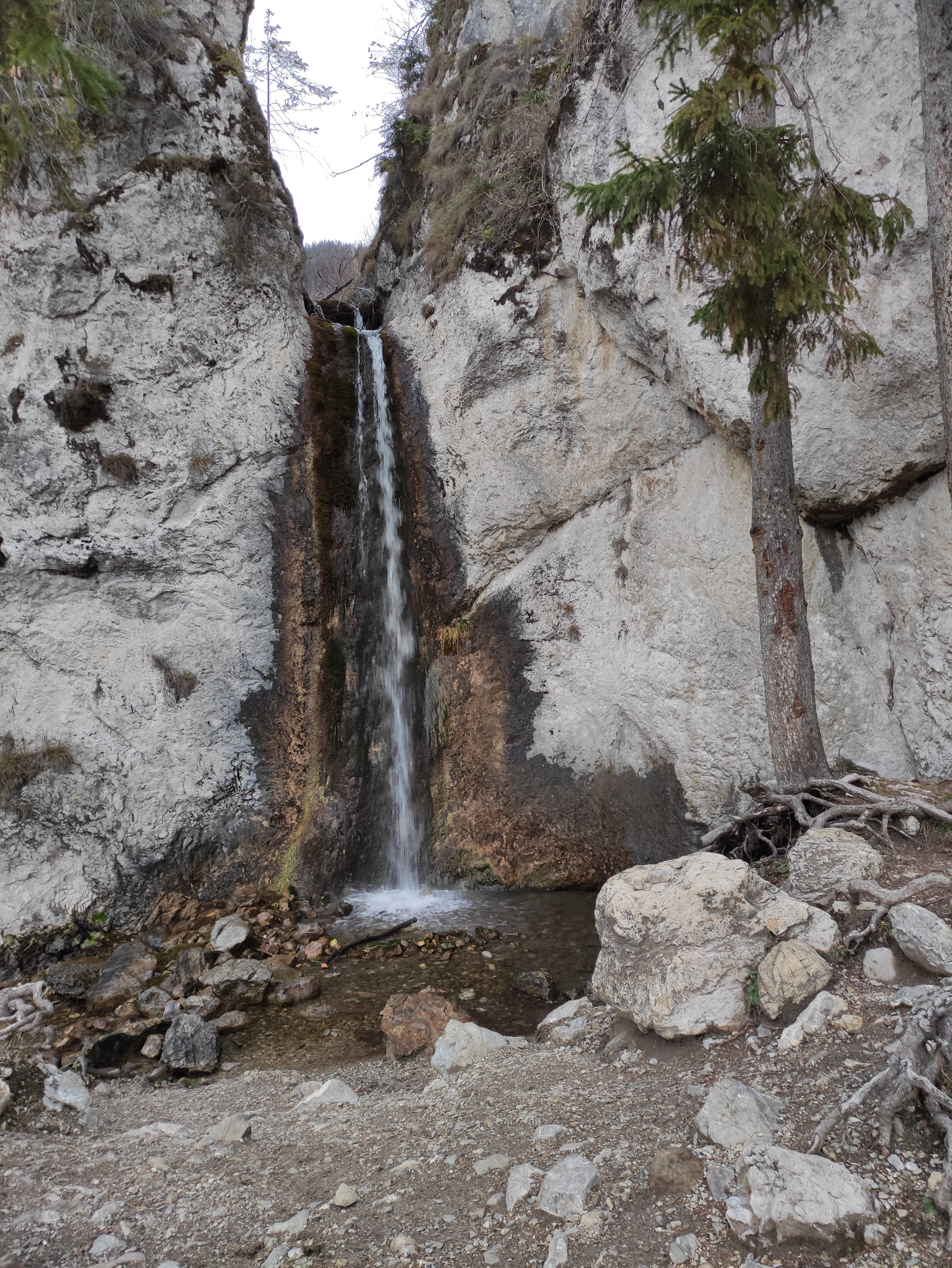
Poľovnícky vodopád